# Чернухи (Пермский край)
Чернухи — деревня в Большесосновском районе Пермского края. Входит в состав Полозовского сельского поселения.

## Географическое положение
Расположена в юго-восточной части района, на берегах реки Полуденная.

## Население
| 2010 |
| ---- |
| 45   |

## Улицы
- Верхняя ул.
- Нагорная ул.
- Центральная ул.
- Школьная ул.

## Топографические карты
- Лист карты O-40-98 Елово. Масштаб: 1 : 100 000. Состояние местности на 1983 год. Издание 1984 г.